# 宮内寒弥

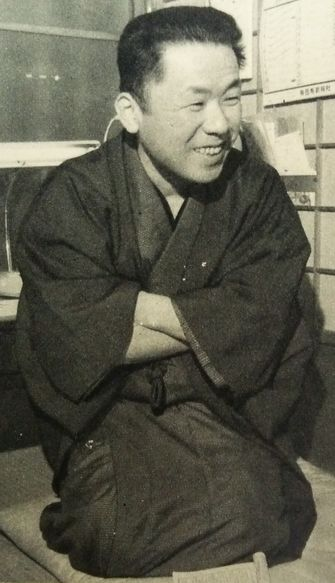
1956年

宮内 寒弥（みやうち かんや、1912年2月29日（戸籍上は28日） - 1983年3月5日）は、日本の小説家、翻訳家。本名は池上 子郎。

## 略歴
岡山県岡山市生まれ。
宮内の父は元逗子開成中学校社会科教師の石塚巳三郎（1881年生）。巳三郎は1910年に七里ヶ浜で起きた逗子開成生徒のボート遭難事件で世間から猛批判を受けて逗子開成を辞し、四国八十八箇所巡礼の旅に出た。岡山で教員となり、その地で池上家へ婿養子に入り世間から身を隠すように苗字を変え、池上巳三郎となり、生まれた子が池上子郎、すなわち宮内寒弥である。
1923年に一家で南樺太に移住。1932年早稲田大学に入学し、同人雑誌『早稲田文科』などに作品を発表する。早稲田大学英文科を卒業した1935年に発表した短編小説『中央高地』で芥川賞候補となる。左翼同伴者文学の書き手だったが、弟の自殺を機に『からたちの花』（1942年）などの私小説に転じる。戦時下では『現代文学』に参加する。1944年召集により呉海兵団入団。呉鎮防空指令所に勤務しており、この頃の経験を元に『立春』『遺影』を書いている。
戦後の代表作として、水兵としての召集の体験を描いた『憂鬱なる水兵』（1946年）がある。その後は少女小説や児童向け翻訳で糊口を凌いでいた。
1978年、父と1910年のボート遭難事件を描いた『七里ヶ浜』で平林たい子文学賞を受賞した。父は同書発表の20年ほど前に死去している。宮内は中学生の頃、父から校規厳守、教科書以外の本の禁止などを課せられた。彼が父の言いつけを守らず新潮社『世界文学全集』を入手した時、父は全集を「焚書の刑」として燃やした。理数系の得意な彼が早大英文科に進学したのは父への反発であった。『七里ヶ浜』の執筆により、彼は父の厳格さが遭難事件により心に傷を負ったためであると気付き、父の文学嫌悪は父が徳冨蘆花の小説『不如帰』に強く影響を受けて逗子へ行ったことへの自己処罰の感情によるものと考えた。ボート遭難事件は、ボート管理担当教員である父の不在を見計らって生徒がボートを無断で漕ぎ出して起きたのであるが、この日曜日、父は鎌倉に滞在し同僚教師から縁談を持ち掛けられていた。その相手というのは逗子開成の系列校鎌倉女学校（現在の鎌倉女学院中学校・高等学校）の数学教師・三角錫子である。三角は徳冨蘆花『不如帰』のヒロイン浪子と同様、結核により逗子で療養している。彼女はボート遭難事件の鎮魂歌「七里ヶ浜の哀歌」（真白き富士の根）という合唱曲を作り、事件後間もなく逗子開成中学校の追悼大法会で鎌倉女学校の生徒が合唱した。ボート遭難事件により縁談がまとまることはなかった。

## 著書
- 『中央高地 第一小説集』（砂子屋書房） 1938年
- 『秋の嵐』（河出書房） 1940年
- 『からたちの花』（大観堂） 1942年
- 『文芸手帖』（文学祭社） 1946年
- 『艦隊葬送曲』（世界社） 1947年
- 『降誕祭まで』（南北書園） 1947年
- 『下着の女王』（和同出版社） 1958年
- 『恋人よおやすみ』（和同出版社） 1959年
- 『秘境を行く』（人物往来社） 1961年
- 『にきび時代』（秋元書房） 1962年
- 『湖の旅』（秋元書房、トラベル・シリーズ） 1962年
- 『僕のガールフレンド』（秋元書房） 1964年
- 『追跡戦記・新高山登レ一二〇八 日本海軍の暗号』（六興出版） 1975年
- 『七里ケ浜』（新潮社） 1978年
- 『宮内寒弥小説集成』（作品社） 1985年

## 翻訳
- 『母の曲』（プローティー、偕成社、少女世界文学全集） 1961年
- 『椿姫』（デュマ・フィス、偕成社、少女世界文学全集） 1962年
- 『南極からの脱出 / 極北生活三十年』（シャックルトン /ウェルツル、偕成社、少年少女世界のノンフィクション） 1964年
- 『赤と黒』（スタンダール、偕成社、少女世界文学全集） 1968年